# Săpoca
Săpoca is een Roemeense gemeente in het district Buzău.
Săpoca telt 3219 inwoners.